# Notholca kostei
Notholca kostei is een raderdiertjessoort uit de familie Brachionidae. De wetenschappelijke naam van deze soort is voor het eerst geldig gepubliceerd in 1978 door Chengalath.